# برکه‌ماهی‌های سگی
برکه‌ماهی‌های سگی (نام علمی: Cynolebias) نام یک سرده از راسته کپوردندان‌ماهی‌سانان است.